# Ліцей Карла Великого
Ліцей Карла Великого — середній і вищий навчальний заклад Парижа . Ліцей розташований за адресою Rue Charlemagne 14, квартал Маре, 4-го округу Парижа.

## Історія
1804 року ліцей було засновано за розпорядженням Наполеона I. Раніше ця будівля належала єзуїтам .
Ліцей Карла Великого працює разом із колежем Карла Великого (колишній Малий ліцей), який розташований на вулиці Карла Великого напроти ліцея. Як і інші відомі паризькі середні школи, він пропонує підготовчі класи, які готують до вступних іспитів в елітні університети.

## Відомі вчителі
| - Огюст Анжельє (1848—1911), англіст і літературознавець - Жан Бає (1892—1969), латиніст - Луї Бенер (1868—1941), історик - Елі Блонкур (1896—1978) політик - Жан-Луї Бюрнуф (1775—1844), латиніст - Ежен Шарль Каталан (1814—1894), математик - Ежен Шеврель (1786—1889), хімік - Поль Кудерк (1899—1981), астроном - Франсуа Фаб'є (1846—1928), письменник - Луї-Бенжамен Франкер (1773—1849), математик | - Луї Галлудек (1864—1937), політик - П'єр Жорж (1909—2006), географ - Жозеф Лаканаль (1762—1845), пізніше на кафедрі давніх мов у тодішній Еколь Сантраль . - Александр Ланглуа (1788—1854), перекладач - Гюстав Лансон (1857—1934), історик - Теодор Лефевр (1889—1943), географ - Едуард Люка (1842—1891), математик - Гюстав Ріве (1848—1936), політик і письменник - Ежен Руше (1832—1910), математик - Амеде Таламас (1867—1953), географ - Фукар Поль-Франсуа (1836—1926), археолог |  |

## Відомі випускники
| - Клод Аллеґр (* 1937), геохімік і політик - Матьє Амальрік (* 1965), актор - Оноре де Бальзак (1799—1850), письменник - Леон Блюм (1872—1950), політик - Франсіс Бланш (1921—1974), актор - Жорж Дарієн (1862—1921), письменник - Гюстав Доре (1832—1883), живописець і рисувальник - Еміль Флуранс (1841—1920), політик - Франц Йозеф Фуртвенґлер (1894—1965), профспілковий діяч - Нума Дені Фюстель де Куландж (1830—1889), історик - Теофіль Готьє (1811—1872), поет - Франсуа-Віктор Гюго (1828—1873), син Віктора Гюго, перекладач Шекспіра - Жозеф Жоффр (1852—1931), маршал Франції | - Ліонель Жоспен (* 1937), політик - Роже Лагадек (* 1946), інженер-електрик - Жуль Ланьо (1851—1894), філософ - П'єр Мессмер (1916—2007), політик - Жуль Мішле (1798—1874), історик - Жерар де Нерваль (1808—1855), письменник - П'єр Розенберг (* 1936), директор Лувра та член Французької академії - Жан Рішпен (1849—1926), письменник, член Французької академії - Шарль Огюстен Сент-Бев(1804—1869), літературознавець - Нікола Леонар Саді Карно (1796—1832), фізик - Огюст Амбруаз Тардьє (1818—1879), судовий медик - Огюст Ваккері (1819—1895), журналіст і письменник - Рене Вормс (1869—1926), соціолог і філософ |  |